# Rex Davis
Rex Davis (1890 – ?) foi um ator britânico da era do cinema mudo.

## Filmografia selecionada
- The House of Temperley (1913)
- Won by a Head (1920)
- The Pride of the Fancy (1920)
- Uncle Bernac (1921)
- All Sorts and Conditions of Men (1921)
- The Crimson Circle (1922)
- The Lion's Mouse (1923)
- The Knockout (1923)
- Married Love (1923)
- Every Mother's Son (1926)
- Motherland (1927)

## Biblioteca
- Bamford, Kenton. Distorted Images: British National Identity and Film in the 1920s. I.B. Tauris, 1999.
- Rothwell-Smith, Paul. Silent Films! the Performers (2011) ISBN 9781907540325